# Bastille Day
Ne doit pas être confondu avec Bastille Days.
Pour plus de détails, voir Fiche technique et Distribution.
Bastille Day est un film d'action américano-franco-britannique réalisé par James Watkins et sorti en 2016.
Après sa sortie sur deux cent trente écrans français, le 13 juillet 2016, le film est retiré des salles le 16 juillet à la suite de l'attentat du 14 juillet 2016 à Nice du fait de la similitude de contexte.

## Synopsis
À la veille du 14 juillet, fête nationale française, Zoé Naville, jeune Française, prépare un attentat à Paris au siège d'un parti nationaliste fictif. Son objectif : créer un choc dans la société, sans tuer le moindre civil. Elle panique et renonce. Michael Mason, petit voleur américain en cavale vivant du pickpocket dont il connaît les rouages, dérobe le sac de Zoé. Il extrait ce qui l'intéresse dont le portable de Zoé et se débarrasse du reste dans une poubelle. La bombe dans le sac explose et tue quatre personnes proches. Au même moment, dans une base secrète de la CIA de la capitale française, l'agent Sean Briar, de retour de difficiles missions en Syrie et en Irak, essaie de s'adapter à son nouvel environnement à Paris où il a pour mission de retrouver Mason. Briar arrête Mason qui lui prouve qu'il n'est qu'un voleur expert et non le poseur de bombe enregistré par les caméras de surveillance. Un haut responsable du ministère de l'Intérieur, Victor Gamieux, fait agir le groupe d'intervention qui simule la découverte d'explosifs dans une mosquée et accuse des terroristes intégristes de l'attentat en provoquant la révolte des minorités et du peuple contre la police et la Banque de France appelée la Bastille, assiégée, puis envahie. Briar retrouve ensuite Zoé à partir de son portable pris sur Mason. Il découvre que le contact de Zoé l'a manipulée pour lui remettre le sac et que c'est en réalité un policier du groupe d'intervention qui vient d'être supprimé dans sa planque.Les circonstances dramatiques vont obliger l'agent de la CIA à s'adapter plus vite encore, car on apprend que cet attentat a été planifié secrètement par Gamieux pour organiser le transfert d'un demi-milliard sous forme numérique à son profit après avoir pris le contrôle de la Banque de France. L'agent de la CIA sauve Mason, menacé d'être tué par Gamieux qui, démasqué, est finalement arrêté par la police.

## Fiche technique
- Titre original et français : Bastille Day
- Titre anglophone alternatif : The Take
- Réalisation : James Watkins
- Scénario : Andrew Baldwin
- Musique : Alex Heffes
- Direction artistique : Paul Kirby
- Décors :
- Costumes : Guy Speranza
- Montage : Jon Harris
- Photographie : Tim Maurice-Jones
- Production : Bard Dorros, Fabrice Gianfermi, Steve Golin, David Kanter et Philippe Rousselet
- Sociétés de production : Anonymous Content et Vendome Pictures[3]
- Sociétés de distribution : Focus Features (États-Unis), Studiocanal (France)
- Pays de production :  États-Unis,  France,  Royaume-Uni
- Budget : 9,8 millions de dollars
- Langues originales : anglais, français
- Durée : 90 minutes
- Format : couleur - son Dolby Atmos
- Genre : action
- Dates de sortie : 
  - Belgique : 4 mai 2016
  - France : 13 juillet 2016

## Distribution
- Idris Elba (VF : Daniel Lobé) : Sean Briar
- Richard Madden (VF : Stéphane Fourreau) : Michael Mason
- Charlotte Le Bon (VF : elle-même) : Zoé Naville
- Kelly Reilly (VF : Natacha Muller) : Karen Dacre
- José Garcia (VF : lui-même) : Victor Gamieux
- Eriq Ebouaney (VF : lui-même) : Baba
- Thierry Godard (VF : lui-même) : Bertrand Rafi
- Stéphane Caillard (VF : elle-même) : Béatrice
- Jérôme Gaspard : Yves
- James Cox : Pierre
- Théo Costa-Marini : Xavier
- Mohamed Makhtoumi : Christophe
- Ismaël Sy Savané : Serge
- James Stewart : Henri
- James Harris : Marcel
- Anatol Yusef (VF : Cédric Dumond) : Tom Luddy
- Vincent Londez : Yannick Bertrand
- Alex Martin : le contestataire agressif
- Omar Salim (VF : lui-même) : Tamir
- Arieh Worthalter : Jean
- Grégoire Bonnet : Paul Le Blanc

## Production

### Genèse et développement
Le scénario est écrit par Andrew Baldwin. Il avoue s'être inspiré de l'action des films Jason Bourne avec l'intrigue de Frantic (thriller se déroulant à Paris) et French Connection.
Le Français Pierre Morel était pressenti pour réaliser le film. Le poste revient finalement au Britannique James Watkins.

### Attribution des rôles
Adèle Exarchopoulos devait initialement incarner Zoé. Elle s'est désistée pour The Last Face. Elle est remplacée par la Canadienne Charlotte Le Bon.
Kelly Reilly avait déjà été dirigée par James Watkins dans Eden Lake sorti en 2008.

### Tournage
Le tournage a eu lieu à Paris (notamment dans les 10e et 16e arrondissements), Romainville et Londres (Old Royal Naval College, Farmiloe Building...).